# Vocală cvasiînchisă semiposterioară rotunjită
| [ʊ]      |
| Audio: ▶ |

În fonetică, vocala cvasiînchisă semiposterioară rotunjită este un tip de sunet vocalic folosit în unele limbi vorbite. Simbolul acestui sunet în Alfabetul Fonetic Internațional este [ʊ] (litera grecească Ω micșorată și răsturnată). În limba română acest sunet nu există, cel mai mult apropiindu-se de vocala închisă posterioară rotunjită [u].
Nu există un simbol special pentru varianta nerotunjită a acestui sunet, dar se poate folosi [ɯ̽], unde semnul diacritic folosit (un mic x deasupra simbolului) arată deplasarea spre o vocală mijlocie centrală.

## Pronunție
- Este o vocală cvasiînchisă, adică articulată cu o deschidere a gurii puțin mai relaxată decît o vocală închisă.
- Este o vocală semiposterioară, adică pronunțată cu limba într-o poziție intermediară între o vocală posterioară și una centrală.
- Este o vocală rotunjită, adică se pronunță cu participarea activă a buzelor, care formează o deschidere circulară.

## Exemple
Acest sunet apare de exemplu în limbile:
- Engleză: hook [hʊk] (cîrlig)
- Feroeză: hvalur [kvɛalʊɹ] (balenă)
- Germană: Schutz [ʃʊts] (protecție)
- Rusă: сухой [sʊˈxo̞j] (uscat)
- Suedeză: ort [ʊʈ] (loc)

| Vocale Vezi și AFI, consoane. | Vocale Vezi și AFI, consoane.                                         | Vocale Vezi și AFI, consoane.                                         | Vocale Vezi și AFI, consoane.                                         | Modificare                                                            | Modificare                                                            |
| Deschidere | Anterioritate                                                         | Anterioritate                                                         | Anterioritate                                                         | Anterioritate                                                         | Anterioritate                                                         |
| Deschidere | Anterioare                                                            | Semiant.                                                              | Centrale                                                              | Semipost.                                                             | Posterioare                                                           |
| Închise | \| i y ɨ ʉ ɯ u ɪ ʏ ʊ e ø ɘ ɵ ɤ o e̞ ø̞ ə o̞ ɛ œ ɜ ɞ ʌ ɔ æ ɐ a ɶ ä ɑ ɒ \| | \| i y ɨ ʉ ɯ u ɪ ʏ ʊ e ø ɘ ɵ ɤ o e̞ ø̞ ə o̞ ɛ œ ɜ ɞ ʌ ɔ æ ɐ a ɶ ä ɑ ɒ \| | \| i y ɨ ʉ ɯ u ɪ ʏ ʊ e ø ɘ ɵ ɤ o e̞ ø̞ ə o̞ ɛ œ ɜ ɞ ʌ ɔ æ ɐ a ɶ ä ɑ ɒ \| | \| i y ɨ ʉ ɯ u ɪ ʏ ʊ e ø ɘ ɵ ɤ o e̞ ø̞ ə o̞ ɛ œ ɜ ɞ ʌ ɔ æ ɐ a ɶ ä ɑ ɒ \| | \| i y ɨ ʉ ɯ u ɪ ʏ ʊ e ø ɘ ɵ ɤ o e̞ ø̞ ə o̞ ɛ œ ɜ ɞ ʌ ɔ æ ɐ a ɶ ä ɑ ɒ \| |
| Cvasiînchise | \| i y ɨ ʉ ɯ u ɪ ʏ ʊ e ø ɘ ɵ ɤ o e̞ ø̞ ə o̞ ɛ œ ɜ ɞ ʌ ɔ æ ɐ a ɶ ä ɑ ɒ \| | \| i y ɨ ʉ ɯ u ɪ ʏ ʊ e ø ɘ ɵ ɤ o e̞ ø̞ ə o̞ ɛ œ ɜ ɞ ʌ ɔ æ ɐ a ɶ ä ɑ ɒ \| | \| i y ɨ ʉ ɯ u ɪ ʏ ʊ e ø ɘ ɵ ɤ o e̞ ø̞ ə o̞ ɛ œ ɜ ɞ ʌ ɔ æ ɐ a ɶ ä ɑ ɒ \| | \| i y ɨ ʉ ɯ u ɪ ʏ ʊ e ø ɘ ɵ ɤ o e̞ ø̞ ə o̞ ɛ œ ɜ ɞ ʌ ɔ æ ɐ a ɶ ä ɑ ɒ \| | \| i y ɨ ʉ ɯ u ɪ ʏ ʊ e ø ɘ ɵ ɤ o e̞ ø̞ ə o̞ ɛ œ ɜ ɞ ʌ ɔ æ ɐ a ɶ ä ɑ ɒ \| |
| Semiînchise | \| i y ɨ ʉ ɯ u ɪ ʏ ʊ e ø ɘ ɵ ɤ o e̞ ø̞ ə o̞ ɛ œ ɜ ɞ ʌ ɔ æ ɐ a ɶ ä ɑ ɒ \| | \| i y ɨ ʉ ɯ u ɪ ʏ ʊ e ø ɘ ɵ ɤ o e̞ ø̞ ə o̞ ɛ œ ɜ ɞ ʌ ɔ æ ɐ a ɶ ä ɑ ɒ \| | \| i y ɨ ʉ ɯ u ɪ ʏ ʊ e ø ɘ ɵ ɤ o e̞ ø̞ ə o̞ ɛ œ ɜ ɞ ʌ ɔ æ ɐ a ɶ ä ɑ ɒ \| | \| i y ɨ ʉ ɯ u ɪ ʏ ʊ e ø ɘ ɵ ɤ o e̞ ø̞ ə o̞ ɛ œ ɜ ɞ ʌ ɔ æ ɐ a ɶ ä ɑ ɒ \| | \| i y ɨ ʉ ɯ u ɪ ʏ ʊ e ø ɘ ɵ ɤ o e̞ ø̞ ə o̞ ɛ œ ɜ ɞ ʌ ɔ æ ɐ a ɶ ä ɑ ɒ \| |
| Mijlocii | \| i y ɨ ʉ ɯ u ɪ ʏ ʊ e ø ɘ ɵ ɤ o e̞ ø̞ ə o̞ ɛ œ ɜ ɞ ʌ ɔ æ ɐ a ɶ ä ɑ ɒ \| | \| i y ɨ ʉ ɯ u ɪ ʏ ʊ e ø ɘ ɵ ɤ o e̞ ø̞ ə o̞ ɛ œ ɜ ɞ ʌ ɔ æ ɐ a ɶ ä ɑ ɒ \| | \| i y ɨ ʉ ɯ u ɪ ʏ ʊ e ø ɘ ɵ ɤ o e̞ ø̞ ə o̞ ɛ œ ɜ ɞ ʌ ɔ æ ɐ a ɶ ä ɑ ɒ \| | \| i y ɨ ʉ ɯ u ɪ ʏ ʊ e ø ɘ ɵ ɤ o e̞ ø̞ ə o̞ ɛ œ ɜ ɞ ʌ ɔ æ ɐ a ɶ ä ɑ ɒ \| | \| i y ɨ ʉ ɯ u ɪ ʏ ʊ e ø ɘ ɵ ɤ o e̞ ø̞ ə o̞ ɛ œ ɜ ɞ ʌ ɔ æ ɐ a ɶ ä ɑ ɒ \| |
| Semideschise | \| i y ɨ ʉ ɯ u ɪ ʏ ʊ e ø ɘ ɵ ɤ o e̞ ø̞ ə o̞ ɛ œ ɜ ɞ ʌ ɔ æ ɐ a ɶ ä ɑ ɒ \| | \| i y ɨ ʉ ɯ u ɪ ʏ ʊ e ø ɘ ɵ ɤ o e̞ ø̞ ə o̞ ɛ œ ɜ ɞ ʌ ɔ æ ɐ a ɶ ä ɑ ɒ \| | \| i y ɨ ʉ ɯ u ɪ ʏ ʊ e ø ɘ ɵ ɤ o e̞ ø̞ ə o̞ ɛ œ ɜ ɞ ʌ ɔ æ ɐ a ɶ ä ɑ ɒ \| | \| i y ɨ ʉ ɯ u ɪ ʏ ʊ e ø ɘ ɵ ɤ o e̞ ø̞ ə o̞ ɛ œ ɜ ɞ ʌ ɔ æ ɐ a ɶ ä ɑ ɒ \| | \| i y ɨ ʉ ɯ u ɪ ʏ ʊ e ø ɘ ɵ ɤ o e̞ ø̞ ə o̞ ɛ œ ɜ ɞ ʌ ɔ æ ɐ a ɶ ä ɑ ɒ \| |
| Cvasideschise | \| i y ɨ ʉ ɯ u ɪ ʏ ʊ e ø ɘ ɵ ɤ o e̞ ø̞ ə o̞ ɛ œ ɜ ɞ ʌ ɔ æ ɐ a ɶ ä ɑ ɒ \| | \| i y ɨ ʉ ɯ u ɪ ʏ ʊ e ø ɘ ɵ ɤ o e̞ ø̞ ə o̞ ɛ œ ɜ ɞ ʌ ɔ æ ɐ a ɶ ä ɑ ɒ \| | \| i y ɨ ʉ ɯ u ɪ ʏ ʊ e ø ɘ ɵ ɤ o e̞ ø̞ ə o̞ ɛ œ ɜ ɞ ʌ ɔ æ ɐ a ɶ ä ɑ ɒ \| | \| i y ɨ ʉ ɯ u ɪ ʏ ʊ e ø ɘ ɵ ɤ o e̞ ø̞ ə o̞ ɛ œ ɜ ɞ ʌ ɔ æ ɐ a ɶ ä ɑ ɒ \| | \| i y ɨ ʉ ɯ u ɪ ʏ ʊ e ø ɘ ɵ ɤ o e̞ ø̞ ə o̞ ɛ œ ɜ ɞ ʌ ɔ æ ɐ a ɶ ä ɑ ɒ \| |
| Deschise | \| i y ɨ ʉ ɯ u ɪ ʏ ʊ e ø ɘ ɵ ɤ o e̞ ø̞ ə o̞ ɛ œ ɜ ɞ ʌ ɔ æ ɐ a ɶ ä ɑ ɒ \| | \| i y ɨ ʉ ɯ u ɪ ʏ ʊ e ø ɘ ɵ ɤ o e̞ ø̞ ə o̞ ɛ œ ɜ ɞ ʌ ɔ æ ɐ a ɶ ä ɑ ɒ \| | \| i y ɨ ʉ ɯ u ɪ ʏ ʊ e ø ɘ ɵ ɤ o e̞ ø̞ ə o̞ ɛ œ ɜ ɞ ʌ ɔ æ ɐ a ɶ ä ɑ ɒ \| | \| i y ɨ ʉ ɯ u ɪ ʏ ʊ e ø ɘ ɵ ɤ o e̞ ø̞ ə o̞ ɛ œ ɜ ɞ ʌ ɔ æ ɐ a ɶ ä ɑ ɒ \| | \| i y ɨ ʉ ɯ u ɪ ʏ ʊ e ø ɘ ɵ ɤ o e̞ ø̞ ə o̞ ɛ œ ɜ ɞ ʌ ɔ æ ɐ a ɶ ä ɑ ɒ \| |
| Legendă: |                                                                       |                                                                       |                                                                       |                                                                       |                                                                       |
| ■ Celulele galbene corespund vocalelor din limba română. ■ Celulele crem indică vocale folosite rar în limba română. ■ Celulele gri corespund unor vocale rare, fără simbol fonetic. În perechile de vocale, în stânga figurează varianta nerotunjită, iar în dreapta cea rotunjită. |                                                                       |                                                                       |                                                                       |                                                                       |                                                                       |
| i y ɨ ʉ ɯ u ɪ ʏ ʊ e ø ɘ ɵ ɤ o e̞ ø̞ ə o̞ ɛ œ ɜ ɞ ʌ ɔ æ ɐ a ɶ ä ɑ ɒ |                                                                       |                                                                       |                                                                       |                                                                       |                                                                       |